# Oude Akerweg
De Oude Akerweg is een mogelijk door de Romeinen aangelegde heerbaan, die tot het einde van de vroegmoderne tijd een belangrijke verbinding vormde tussen Maastricht en Aken. De weg had vanaf de Maas tot in Aken een lengte van 31 kilometer .

## Route

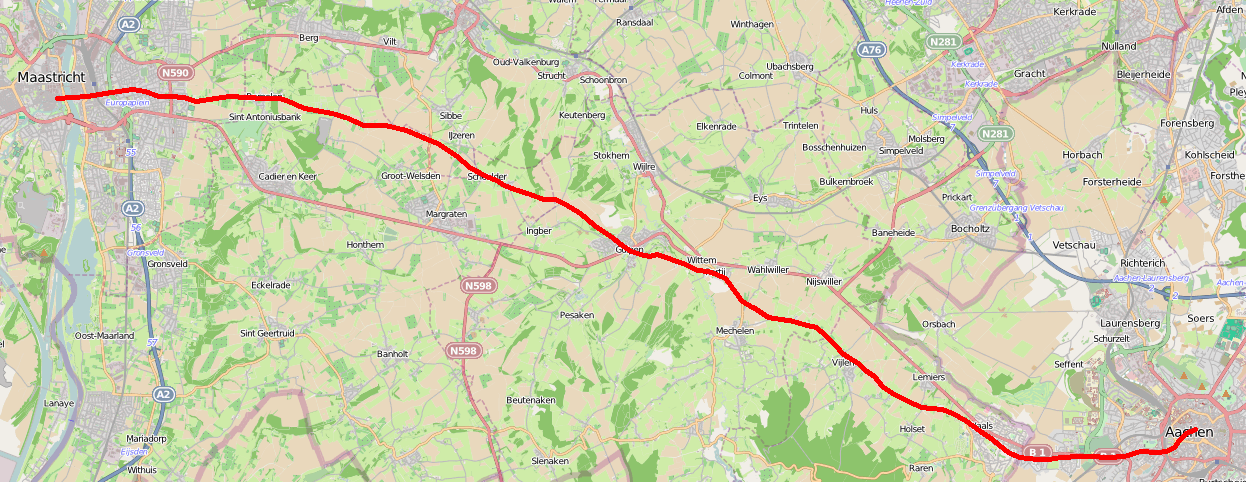
Loop van de Oude Akerweg

De Oude Akerweg begon in Maastricht bij de Romeinse brug over de Maas. Op de oostelijke oever in Wyck aangekomen, kon men ofwel rechtsaf de Oude Akerweg volgen, ofwel linksaf de hoofdweg (in de 20e eeuw de Via Belgica genoemd) door het Geuldal naar Heerlen en Keulen nemen. In de middeleeuwen volgde de Oude Akerweg in Wyck het tracé van de Rechtstraat en de Hoogbrugstraat tot aan de Duitse Poort. Binnen de grenzen van de huidige gemeente Maastricht liep de weg vervolgens via de Akerstraat, de Scharnerweg en de Wethouder van Caldenborghlaan naar het gehucht Scharn en zette zich daarna waarschijnlijk voort via Bemelen, Gasthuis, Heerstraat, Scheulder, Ingber, Gulpen, Partij, Vijlen en Vaals naar Aken. Het eindpunt lag bij de palts van Karel de Grote, tegenwoordig het stadhuis van Aken. Alternatieve tracés liepen mogelijk over Cadier en Keer, Margraten, Nijswiller, Wahlwiller en Lemiers.
Ondanks het heuvellandschap overbrugde de weg de hoogteverschillen betrekkelijk geleidelijk. De steilste stukken van de weg lagen bij de Bemelerberg en de Gulperberg. Vóór de uitvinding van de haam (omstreeks het jaar 1000) was het van belang dat er geen al te steile hellingen in een weg zaten, omdat paarden zonder haam bergafwaarts niet kunnen remmen.

## Geschiedenis

### Romeinse tijd
Voor het bestaan van de Oude Akerweg in de Romeinse tijd is geen overtuigend bewijs voorhanden. Het was in elk geval geen Romeinse hoofdweg, maar misschien wel een secundaire weg tussen twee plaatsen die aan hoofdwegen lagen. Maastricht (Latijn: Mosa Trajectum) lag aan de heerbaan Boulogne – Keulen (sinds eind 20e eeuw Via Belgica genoemd) en de heerbaan Maastricht-Nijmegen, terwijl Aken (Aquis Granum) aan de heerbaan Aken-Xanten lag. De Via Belgica, die de havenstad Boulogne-sur-Mer verbond met Keulen, geldt als een van de belangrijkste wegen in de lage landen. De weg stak bij Maastricht de Maas over en liep via Valkenburg naar Heerlen.
De Oude Akerweg is mogelijk van belang geweest voor de ontwikkeling van agrarische nederzettingen rondom Romeinse villae en heeft wellicht een bijdrage geleverd aan het cultiveren van de lössgronden in het Zuid-Limburgse heuvelland.

### Middeleeuwen
De oude hoofdweg tussen Maastricht en Aken was van belang voor de ontwikkeling van de streek, die vanaf de 10e of 11e eeuw (op sommige plekken opnieuw) ontgonnen werd. In de middeleeuwen kwamen er meerdere routes en varianten. De oudste nederzettingen lagen doorgaans aan of bij wegen evenwijdig aan beekdalen en groeiden uit tot lintdorpen met de kerk opzij van de weg. In de dalen tussen de kerkdorpen, op hellingen en later ook op de drogere plateaus vormden zich gehuchten met boerderijgroepen langs de weg. De ontwikkeling van de streek - ontginning van schralere gronden op de plateaus vond pas vanaf de 14e eeuw plaats - weerspiegelt zich in plaatsnamen. Oudere namen, waarin de Romaanse taal van de vroege middeleeuwen voortleeft, herinneren aan herenhoeven (Vijlen, Nijswiller en Wahlwiller, van villare, bij een landgoed of herenhoeve behorend), aan vroegere grondeigenaars (Mamelis, van Mamilo; Harles, van Harilo; Slenaken, van Sleto of Sledo; Beutenaken, van Boto), aan de aangetroffen begroeiing (Holset, van hulisetum, hulstbos; Bellet, van betuletum, berkenbos; Terziet van rausetum, riet) of de situatie van een nederzetting (Schweiberg, van excavatum montem, in de zin van uitgeholde berg, holle weg). Germaanse namen van nederzettingen uit volgende perioden hebben te maken met rooien en kaalslag (Rott, Raren) of de gevolgen daarvan (Camerig, van Caudenberg, kaleberg; Cottessen, van Qoidthusen, kwaadhuizen); die van jongere nederzettingen herinneren dikwijls aan de heide van de droge plateaus (Heyenrath, Eperheide, Baneheide).
De Oude Akerweg was in de middeleeuwen waarschijnlijk onderdeel van een pelgrimsroute. De heiligdomsvaarten van Maastricht, Aken en Kornelimünster waren zo gepland dat bedevaartgangers deze alle drie konden bijwonen. Daardoor zal het tijdens die periodes druk zijn geweest op de wegen tussen Maastricht en Aken. Langs de weg lagen diverse gasthuizen, die gebouwd waren als veilige onderkomens voor reizigers. Daaraan herinneren de namen van het gehucht Gasthuis bij Bemelen (eigendom van het Sint-Servaaskapittel in Maastricht) en die van de vroegere Gas(t)molen op de Selzerbeek ten zuiden van de Akense wijk Melaten (nabij het Klinikum). Ook in Scheulder, Gulpen en Hilleshagen waren gasthuizen gevestigd. De naam Scheulder zou zijn afgeleid van 'schuilen' of 'schuilgelegenheid'.

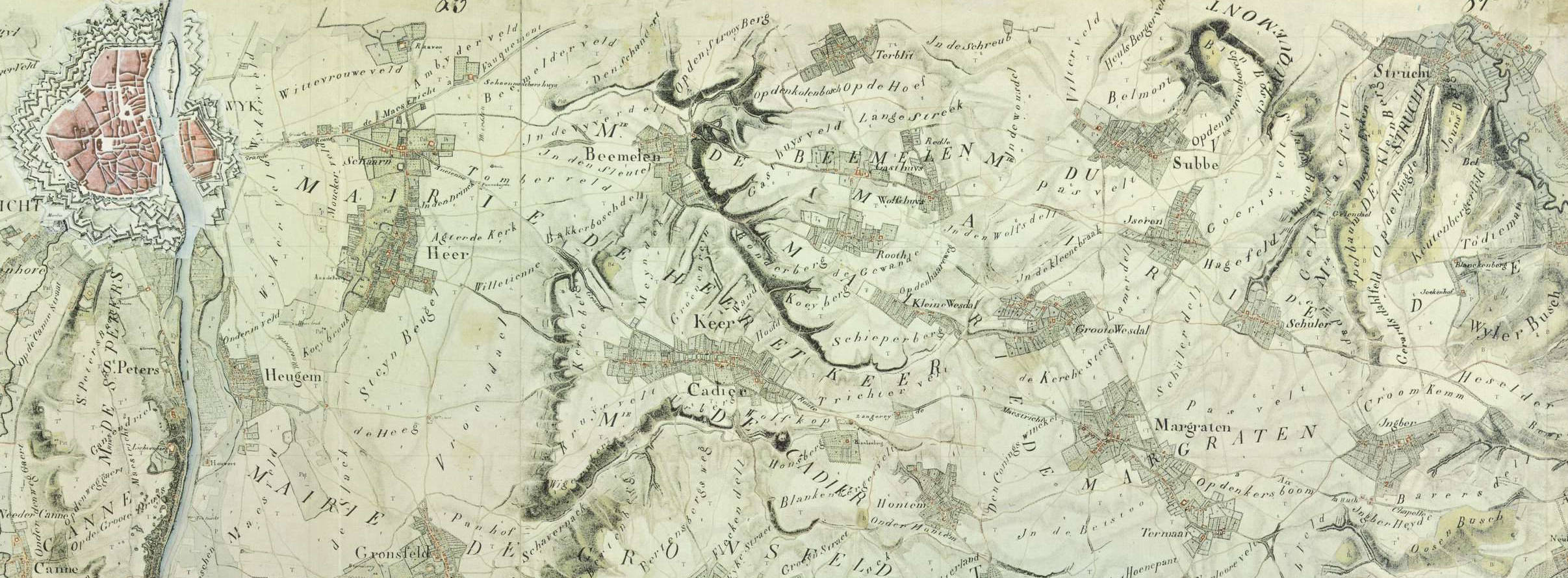
Tranchotkaart (1828) met deel Oude Akerweg ("Ancienne Grande Route de Maestricht à Aix la Chapelle"). De in 1828 opgeleverde Akersteenweg of Rijksweg (N278) ontbreekt nog

## Later gebruik
Waarschijnlijk werd de weg al vóór het einde van het ancien régime als hoofdroute tussen Maastricht en Aken vervangen door de langere, maar beter begaanbare weg via Valkenburg en Heerlen. Deze was mogelijk al in 1779 verhard. In 1823 begon de aanleg van rijkswege van een nieuwe steenweg via Margraten en Gulpen, een weg die min of meer evenwijdig liep en bij Aken samenvalt met de Oude Akerweg. In 1828 was deze rijksweg, de huidige provinciale weg 278 oftewel N278, voltooid. De grotendeels onverharde Oude Akerweg verloor daarmee nog meer zijn functie als doorgaande weg.

## Huidige situatie
De Oude Akerweg is nog vrijwel geheel intact. Sommige delen, met name buiten de bebouwde kommen, zijn niet meer dan onverharde veldwegen, slechts in gebruik als wandelpad of voor plaatselijk landbouwverkeer. Andere delen zijn verhard en vormen verbindingswegen tussen dorpen en steden. De naam (Oude) Akerweg is op onderdelen van het tracé nog in gebruik. Bij de Bemelerberg is er evenwijdig ten noorden van de Oudeweg een nieuwe weg gelegd met een kleiner stijgingspercentage. De Oudeweg is hier nu een onverharde holle weg. Tussen Wolfshuis en Scheulder heet de weg Oude Heerweg en Heerstraat. In Partij heet een deel van de weg Oude Heirbaan. In Vijlen bezagen ze het van de andere kant en heet een deel Oude Trichterweg, waarbij Tricht slaat op Maastricht. Tot slot is in het centrum van Aken een Trichtergasse. Dit is een steeg (gasse in het Duits) bij de weg naar Tricht oftewel Maastricht.

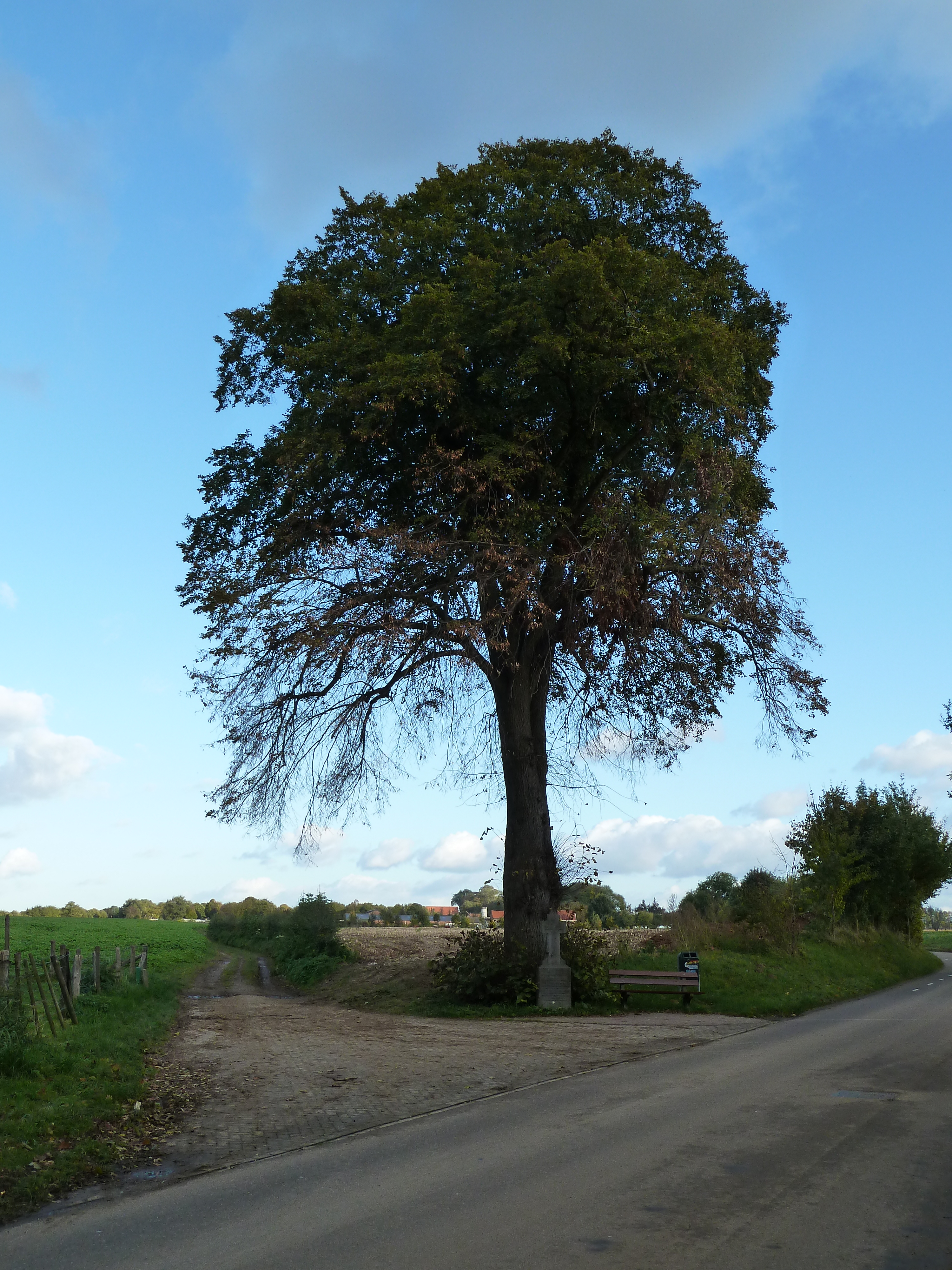
Een zandweg splits zich van de Oude Akerweg bij Gasthuis
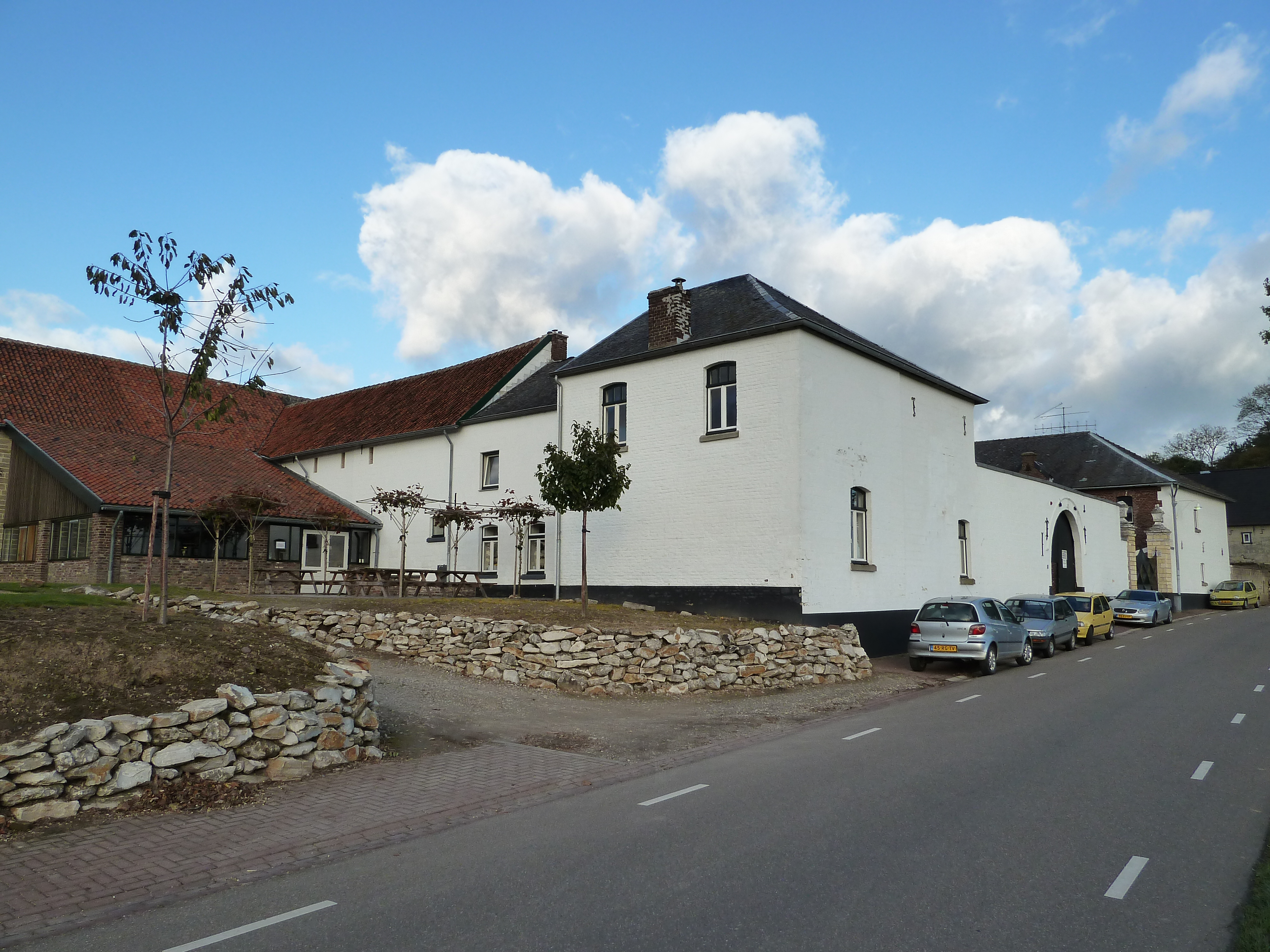
De geasfalteerde weg in Gasthuis met hoeve
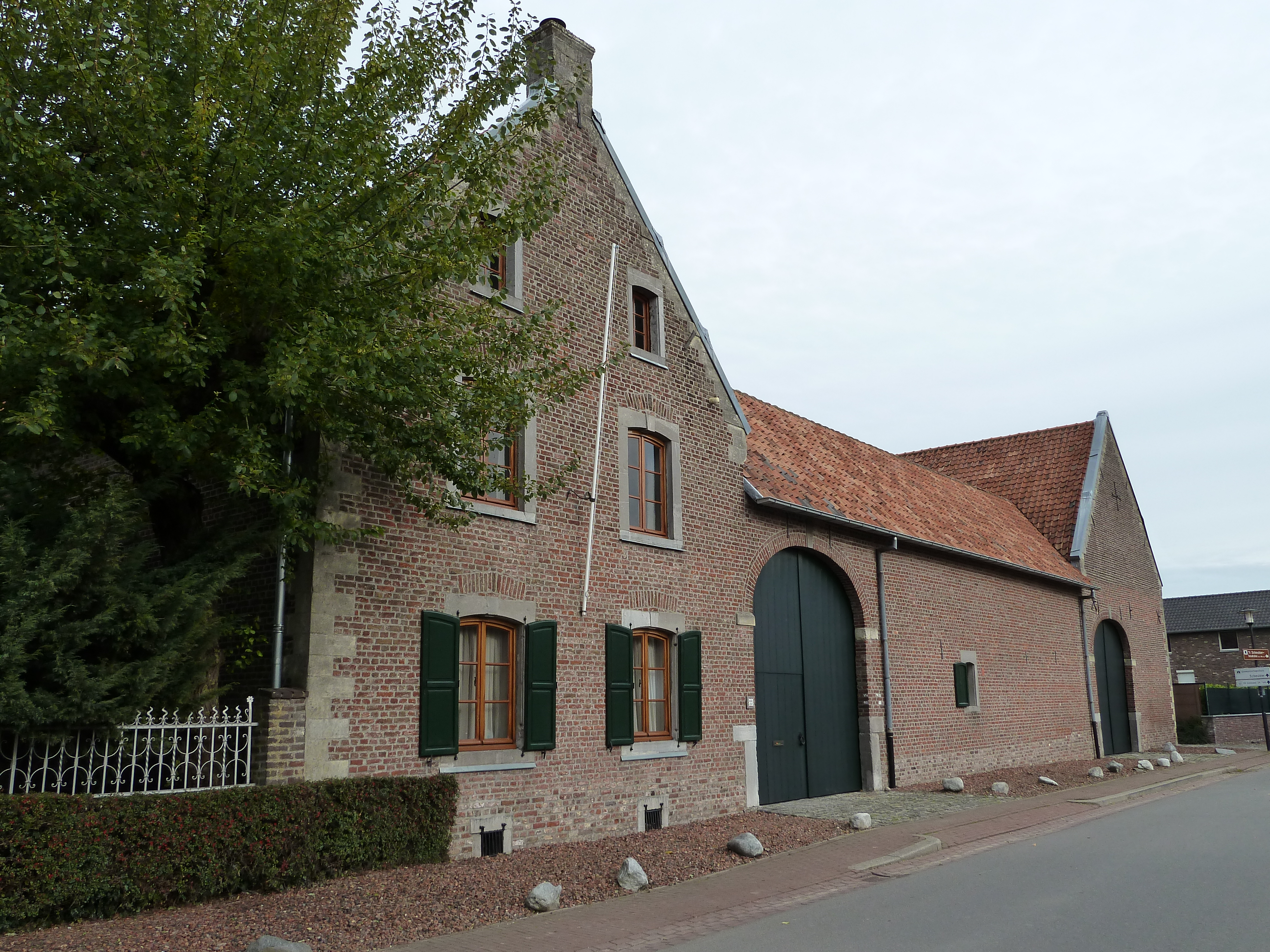
Hoeve in Scheulder aan de geasfalteerde weg
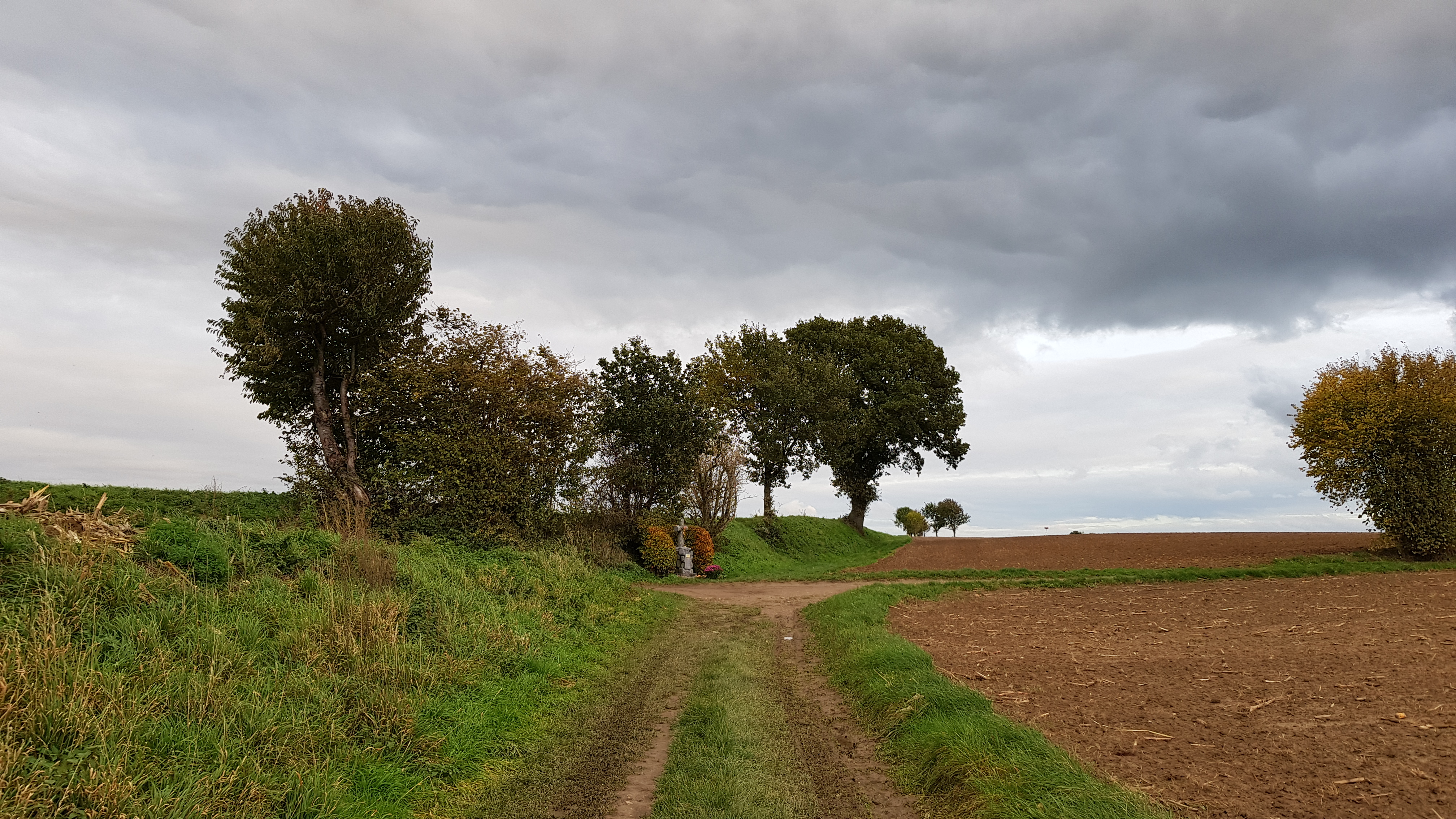
Als veldweg ten noorden van Ingber
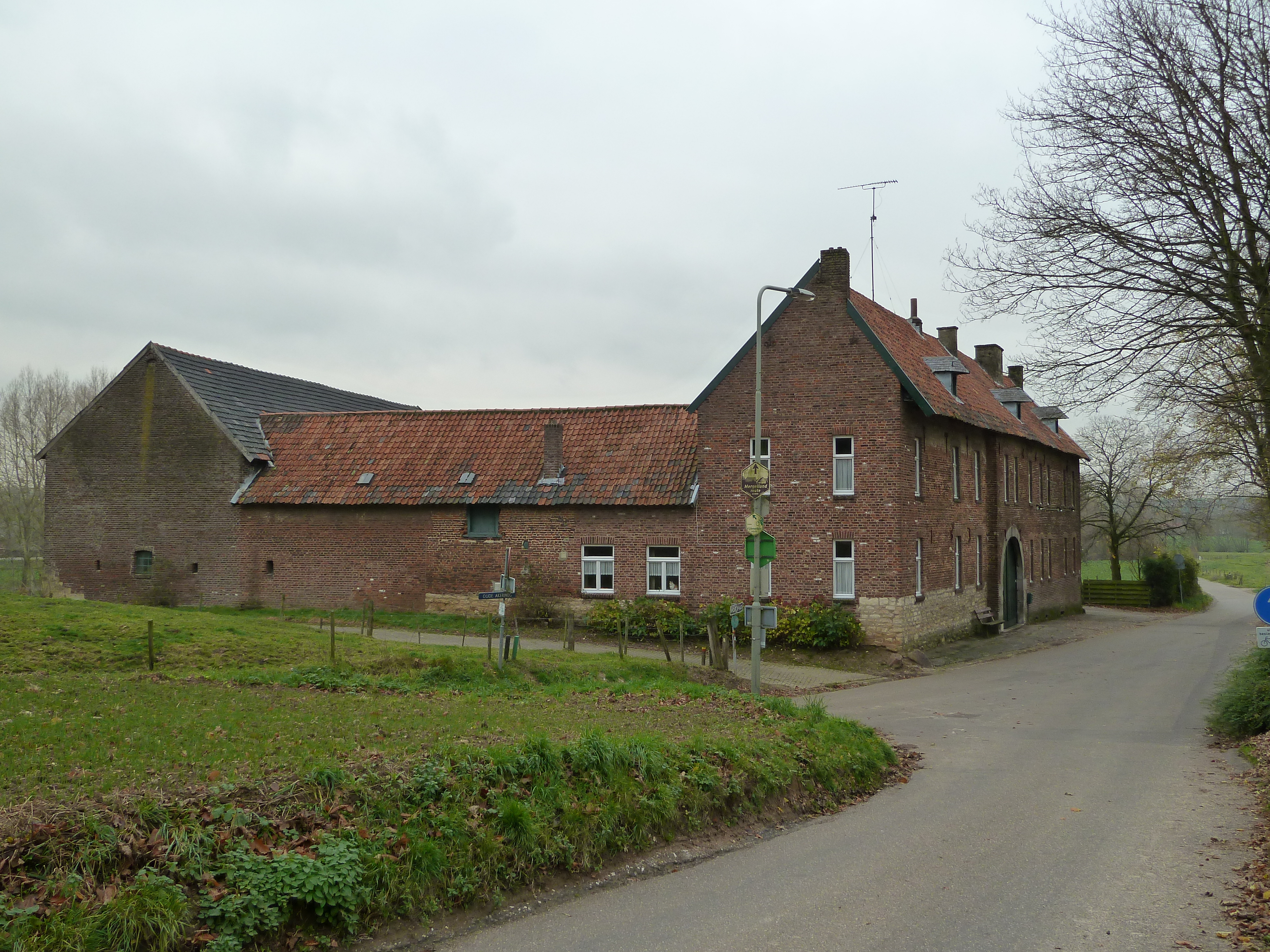
De geasfalteerde weg bij Gulpen loopt voor de hoeve
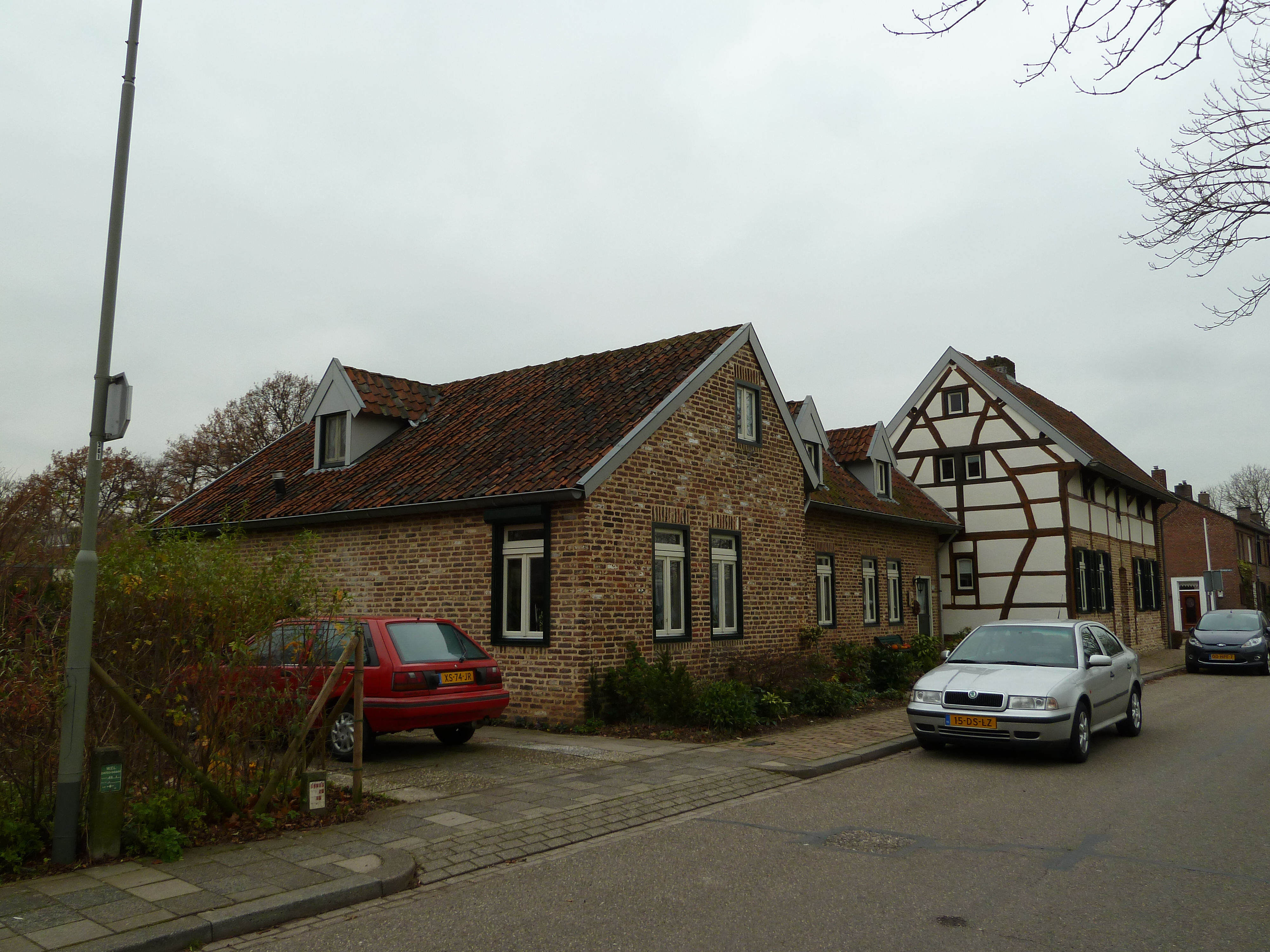
Als straat in Partij
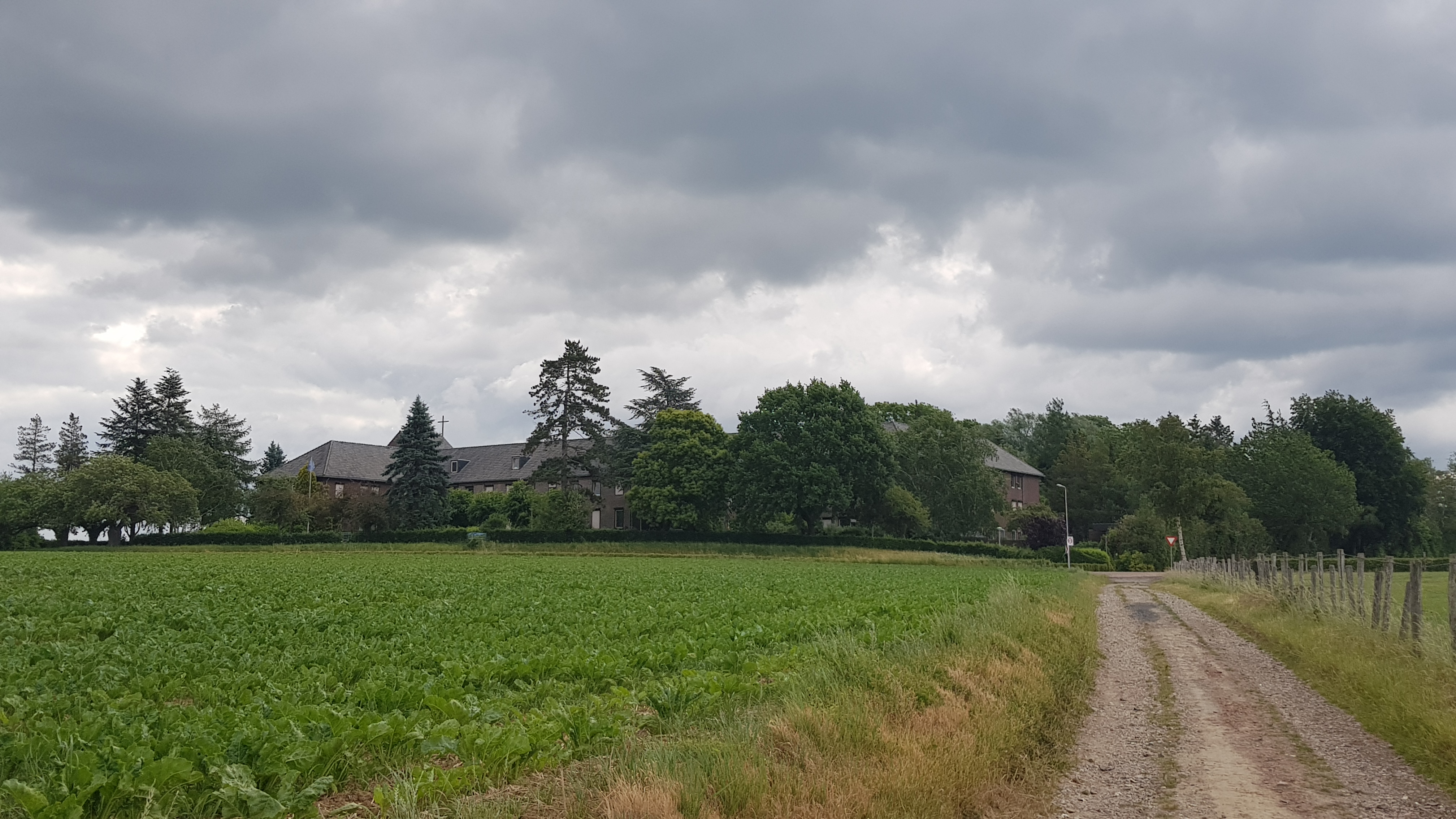
Als onverharde veldweg ten oosten van Partij
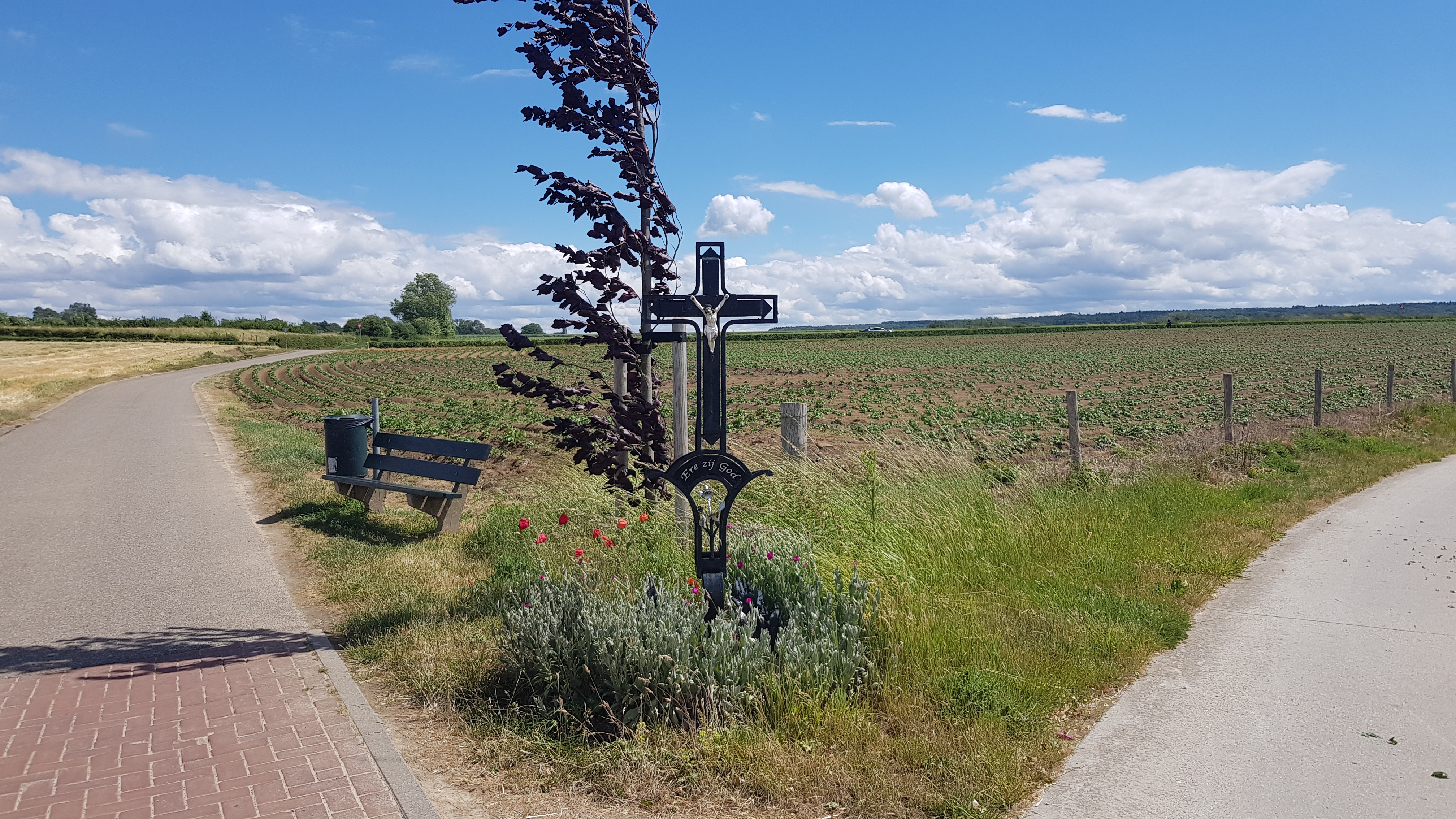
Links de geasfalteerde weg tussen Partij en Hilleshagen
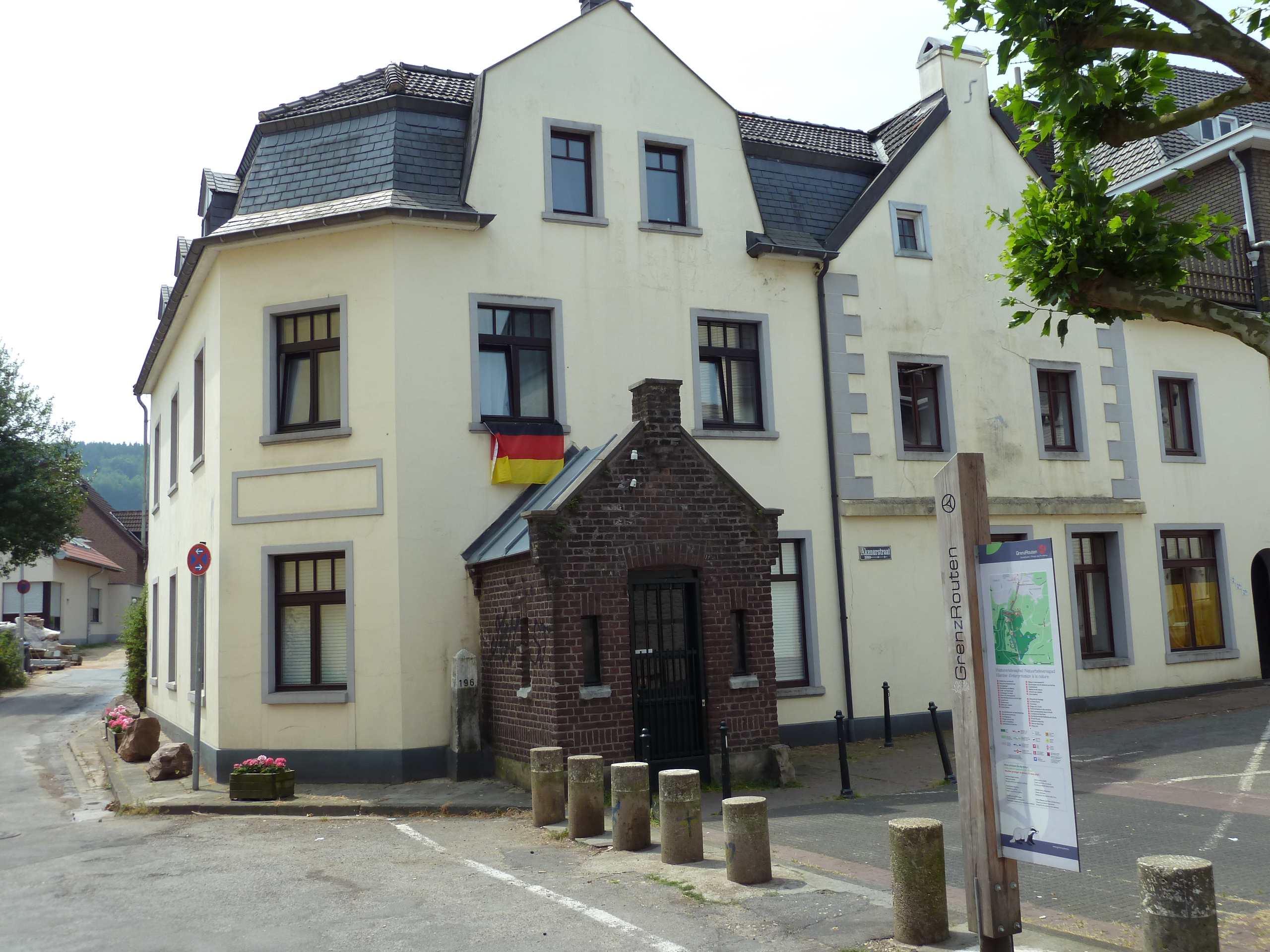
De weg op landsgrens Nederland-Duitsland
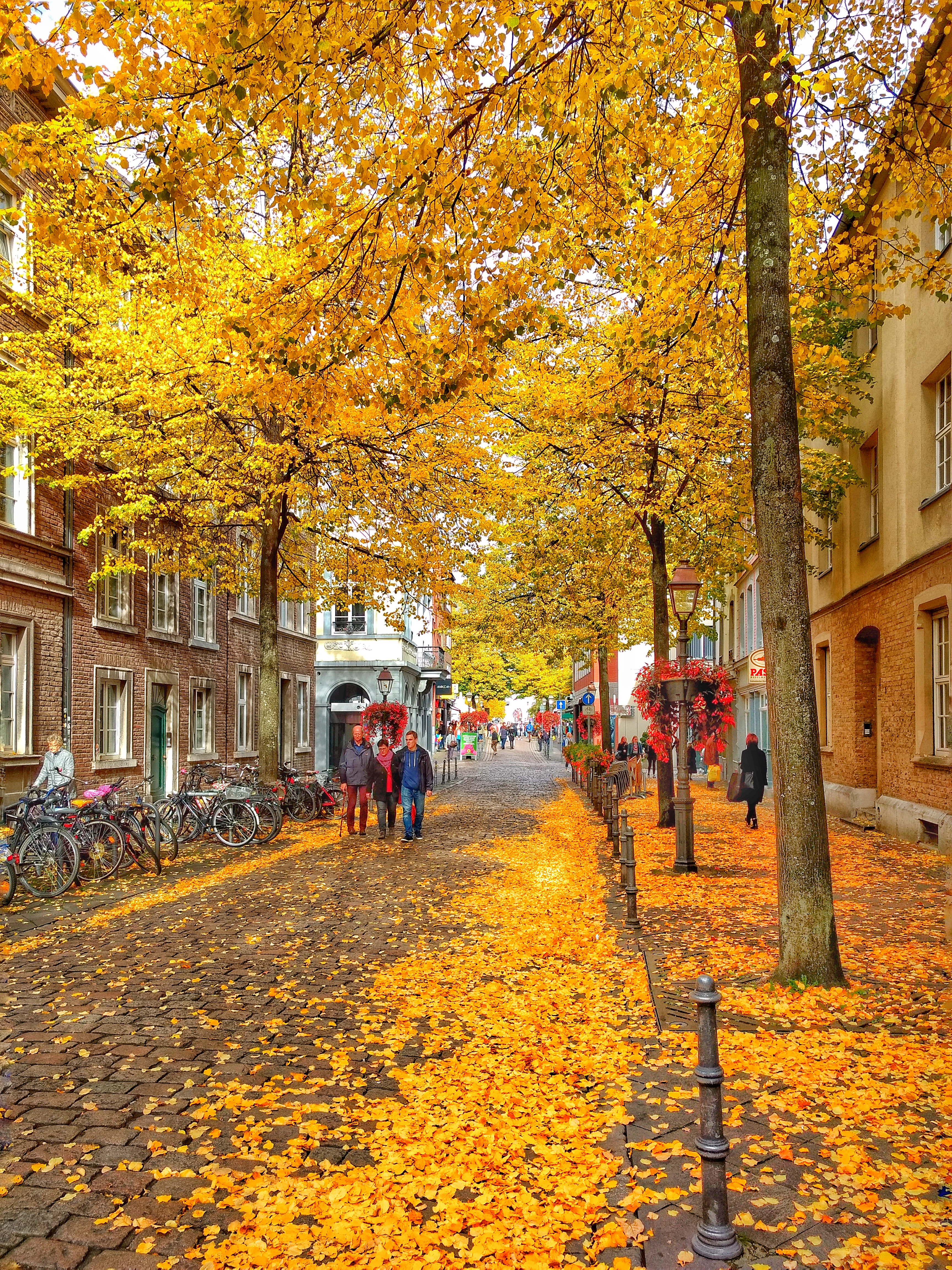
In Aken als Jacobsstraße